# Igors Vihrovs
Igors Vihrovs född den 6 juni 1978 i Riga, Lettiska SSR, Sovjetunionen, är en lettisk gymnast.
Han tog OS-guld i fristående i samband med de olympiska gymnastiktävlingarna 2000 i Sydney.